# Юраш, Антоний Станислав
Антоний Станислав Юраш (пол. Antoni Stanisław Jurasz; 24 ноября 1847 г. Сплавье, Великое княжество Познанское, Королевство Пруссия — 12 августа 1923 Познань, Польша) — польский врач оториноларинголог, профессор, организатор и руководитель кафедры оториноларингологии Львовского университета (1908—1919), декан медицинского факультета Львовского университета (1913—1915), ректор Львовского университета (1918—1919).

## Биография
Окончил медицинский факультет Университета Грайфсвальд, Германия в 1871 году. Проходил стажировку в Вюрцбургском университете (1870). Получил докторскую степень в Грайфсвальдском университете за работу: «Изучение влияния желчных и желчных кислот на клетки крови» (1872). В 1880 году он стал профессором оториноларингологии в Гейдельбергском университете — первый поляк, который получил должность профессора в этом университете. Он работал там в течение 35 лет.
В 1908 году переехал во Львов. Организатор и руководитель кафедры оториноларингологии Львовского университета (1908—1919). Декан медицинского факультета Львовского университета в 1913—1915 годах. Ректор Львовского университета в 1918—1919 годах.
С 1920 года жил и работал в Познани, начал преподавать в Познанском университете.
Умер Антоний Юраш 12 августа 1923 в Познани, где и похоронен.
Его именем назван госпиталь Университета в Быдгощ.

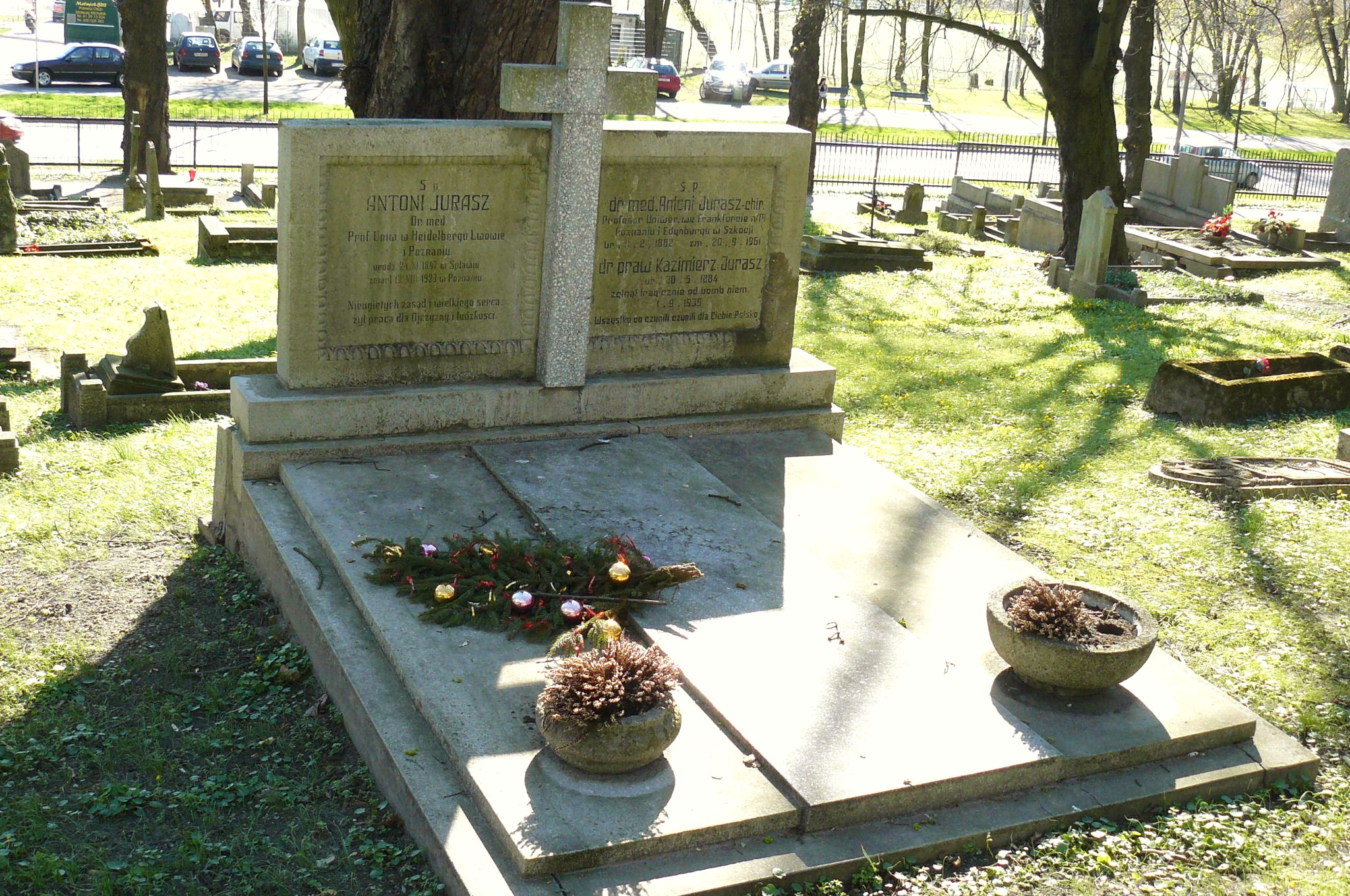
Семейное захоронение Юрашей в Познани

### Работал
- хирург действующей армии (1870-71)
- ассистент (1872-77), доцент (1877-80), профессор и руководитель клиники оториноларингологии (1880—1908) Гайдельберзького университета
- организатор и руководитель кафедры оториноларингологии Львовского университета (1908-19)
- декан медицинского факультета Львовского университета (1913-15)
- ректор Львовского университета (1918-19)
- организатор и руководитель кафедры оториноларингологии Познанского университета (1920-23)

## Семья
Вступил в брак с Каролиной (Гаспей), англичанкой по происхождению, женщиной образованной. С ней в браке имел семерых детей: Адам (1876—1919), Ядвига (1880—1976), Антония Томас (1882—1961), Яна Казимира (1882—1966), Казимир (1884—1939), Гелена-Янтай (1888—1984), Мария-Анна (1892—1986).

## Звания и награды
Доцент (1877), профессор (1880). Почётный профессор Познанского университета (1921). Почётный член лекарственных обществ Кракова, Лодзи, Варшавы; член ларингологічних обществ Вены и Парижа; соучредитель журналов Monatschrift fur und Ohrenheilkunde Laryngo-Rhinologie и Zeitschrift fur Laryngologie und die Grenzgebiete.

## Творчество

### Направления научных исследований
- диагностика и хирургическое лечение опухолей верхних дыхательных путей;
- эндоскопия дыхательных путей; лечение болезней околоносовых пазух;
- ингаляционное лечение ЛОР-патологии на курортах Трускавец и Великий Любень;
- изучал физиологию речи и заложил основы фониатрии;
- один из первых исследователей склеромної болезни как краевой патологии Прикарпатья;
- предложил новые ларингологічні инструменты, в частности, щипцы для удаления опухолей носоглотки, канюлю для длительного дренирования верхньощелепової пазухи;
- изучал действие алкалоидов, протиневротичних средств в ларингологічній клинике; вопросы истории ларингології.

Считается одним из основоположников польской и мировой ларингології, пионером риноскопии. Автор около 80 научных трудов, среди них учебник, монографии.

### Основные труды
- Untersuchung ueber die Einwirkung der Galle und der Gallensauren auf die Blutkorperchen (дипл. труд). Greifswald, 1872; (нем.)
- Laryngologia (учебник). Krakуw, 1876; (пол.)
- Das systolische Hirngeraeusch der Kinder (дис. труд). Heidelberg, 1877; (нем.)
- Laryngoskopia choroby i krtani (монография). Krakуw, 1878; (пол.)
- Über die Sondirung der Stirnbeinhöhle. Berliner klinische Wochenschrift, 1887, № 3; (нем.)
- Die Krankenheiten der oberen Luftwege (монография). Heidelberg, 1892; (нем.)
- Chirurgie der Gaumenmandeln (раздел в учебнике Handbuch der speciellen Chirurgie, 1911); (нем.)
- O ewolucyjnych zmianach krtani w obrazie klinicznym. Now Lek 1922; (пол.)
- Über die Sensibilitätsneurosen des Rachens und des Kehlkopfes. Volkmann’s Sammlung klinischer Vortraege 1915; (нем.)
- Handbuch der Laryngologie und Rhinologie. Wien, 1898. (нем.)